# Comté de Tift
Le comté de Tift est un comté de Géorgie, aux États-Unis.

## Démographie
| 1910   | 1920   | 1930   | 1940   | 1950   | 1960   |
| ------ | ------ | ------ | ------ | ------ | ------ |
| 11 487 | 14 493 | 16 068 | 18 599 | 22 645 | 23 487 |

| 1970   | 1980   | 1990   | 2000   | 2010   | - |
| ------ | ------ | ------ | ------ | ------ | - |
| 27 288 | 32 862 | 34 998 | 38 407 | 40 118 | - |